# C'mon, C'mon
C'mon, C'mon —en español: «Vamos, vamos»— es el cuarto álbum de estudio de la cantautora estadounidense Sheryl Crow, lanzado el 8 de abril de 2002 en el Reino Unido y el 16 de abril de 2002 en los Estados Unidos. El sencillo principal «Soak Up the Sun» alcanzó el puesto número 1 en la lista Billboard Adult Contemporary y el número 17 en el Billboard Hot 100, convirtiéndose en uno de sus mayores éxitos desde «All I Wanna Do». Podría decirse que el álbum fue el más influenciado por el pop hasta la fecha, una gran desviación del sonido folk y rock de su lanzamiento anterior, The Globe Sessions.
C'mon, C'mon debutó en el número 2 en la lista de álbumes del Reino Unido y en el Billboard 200 de EE. UU., con ventas de 185 000 copias en la primera semana en los Estados Unidos. El álbum ha sido certificado Platino en los EE. UU. y Japón, vendiendo 2,1 millones de unidades en los EE. UU. en enero de 2008. La canción «Safe and Sound» está dedicada al exnovio de Crow, Owen Wilson, y es un relato de su relación.

## Lista de canciones
| N.º | Título                                         | Duración |  |
| 1.  | «Steve McQueen»                                | 3:25     |  |
| 2.  | «Soak Up the Sun»                              | 4:52     |  |
| 3.  | «You're an Original» (coros por Lenny Kravitz) | 4:18     |  |
| 4.  | «Safe and Sound»                               | 4:32     |  |
| 5.  | «C'mon, C'mon»                                 | 4:45     |  |
| 6.  | «It's So Easy» (con Don Henley)                | 3:24     |  |
| 7.  | «Over You»                                     | 4:38     |  |
| 8.  | «Lucky Kid»                                    | 4:02     |  |
| 9.  | «Diamond Road»                                 | 4:09     |  |
| 10. | «It's Only Love»                               | 5:05     |  |
| 11. | «Abilene»                                      | 4:05     |  |
| 12. | «Hole in My Pocket»                            | 4:37     |  |
| 13. | «Weather Channel»                              | 4:40     |  |

| Canciones exclusivas de la versión japonesa |                      |          |  |
| N.º                                         | Título               | Duración |  |
| 14.                                         | «Missing»            | 4:27     |  |
| 15.                                         | «I Want You»         | 4:55     |  |
| 16.                                         | «You're Not the One» | 4:06     |  |

| Canciones exclusivas de la versión de Reino Unido |              |          |  |
| N.º                                               | Título       | Duración |  |
| 14.                                               | «Missing»    | 4:25     |  |
| 15.                                               | «I Want You» | 4:53     |  |

| Canciones exclusivas de la versión de Brasil, Australia y Alemania |           |          |  |
| N.º                                                                | Título    | Duración |  |
| 14.                                                                | «Missing» | 4:23     |  |

## Videos musicales
- «Steve McQueen»
- «Soak Up the Sun»
- «Safe and Sound» (en vivo)

## Personal
- Sheryl Crow – órgano, guitarra acústica, bajo, piano, acordeón, guitarra eléctrica, teclados, órgano Hammond, voz, coros, Fender Rhodes, Wurlitzer, bajo Moog, tambores tambo , tambor marroquí
- Jeff Anthony – batería, programación de batería
- Charlie Bisharat – violín
- Doyle Bramhall II – guitarra, guitarra eléctrica, coros
- Matthew Brubeck – violonchelo, arreglos de cuerdas
- Lenny Castro – percusión, congas, maraca
- Keith Ciancia – órgano, teclados, muestras de cuerdas
- Joe Deninzon – violín
- Joel Derouin – violín
- Mike Elizondo – bajo
- Davey Faragher – contrabajo
- Mitchell Froom – arreglos de cuerdas
- Matt Funes – viola
- Berj Garabedian – violín
- David Gold – viola
- Douglas Grean – guitarra eléctrica, teclados
- Joyce Hammann – violín
- Emmylou Harris - voz en "Weather Channel"
- Don Henley - voz en "It's So Easy"
- Jill Jaffe – violín
- Brad Jones - bajo
- Steve Jordan - batería, tambo, tambor marroquí
- Suzie Katayama – violonchelo, maestra de concierto
- Julia Kent – violonchelo
- Michelle Kinney – violonchelo
- Lenny Kravitz - voz en "You're an Original"
- Ron Lawrence - viola
- Brian MacLeod – rellenos de batería
- Natalie Maines - voz en "Abilene"
- Wendy Melvoin – guitarra eléctrica
- Stevie Nicks - voz en "C'mon, C'mon" y "Diamond Road"
- Gwyneth Paltrow - voz en "It's Only Love"
- Paul Peabody – violín
- Shawn Pelton – batería, campanas, loops de batería
- Liz Phair - voz en "Soak Up the Sun"
- Matthew Pierce – violín
- Lorenza Ponce – violín, arreglos de cuerdas
- Michele Richards – violín
- Craig Ross – guitarra, guitarra eléctrica, guitarra rítmica
- Jane Scarpantoni – violonchelo, contratista
- John Shanks - bajo, guitarra eléctrica, bucles de batería, programación de percusión
- Keith Schreiner - programación de batería
- Debra Shufelt – viola
- Antoine Silverman – violín, concertino
- Daniel Smith – violonchelo
- Tim Smith – guitarra acústica, bajo, guitarra eléctrica, coros
- Jeremy Stacey – percusión, batería, piano de juguete, cuerdas de sintetizador, líder de Moog, bucles de batería, arreglos de cuerdas
- Rudy Stein – violonchelo
- Peter Stroud – guitarra acústica, guitarra, guitarra eléctrica, coros, guitarra slide, Wurlitzer, guitarra acústica de 12 cuerdas, loops de batería
- Shari Sutcliffe – contratista
- Marti Sweet – violín
- Hiroko Taguchi – violín
- Benmont Tench - órgano, piano, órgano Hammond
- Jeff Trott – guitarra acústica, bajo, guitarra eléctrica, lap steel guitar, programación de batería
- Soozie Tyrell – violín
- Joan Wasser – violín
- Evan Wilson – viola
- Garo Yellin – violonchelo

## Producción
- Productores: Sheryl Crow excepto las pistas 2 y 3 producidas por Sheryl Crow y Jeff Trott y la pista 1 por Sheryl Crow y John Shanks
- Productor Ejecutivo: Scooter Weintraub
- Ingenieros: Dean Baskerville, Monique Mizrahi, Thom Panunzio, Ross Petersen, Chris Reynolds, John Saylor, Brian Scheuble, Christopher Shaw, Trina Shoemaker, Keith Shortreed, Peter Stroud, Eric Tew, Mark Valentine
- Mezcla: Jack Joseph Puig (pistas 1,3,4,6), Steve Sisco (asistente de mezcla), Andy Wallace (pistas 2,5,7,8, 9,10,11,12,13,14,15), Joe Zook (asistente de mezcla)
- Masterización: Howie Weinberg
- Muestreo: John Shanks
- Edición digital: Roger Lian
- Coordinación de producción: Chris Hudson, Pam Wertheimer
- Dirección de arte: Jeri Heiden
- Diseño: Jeri Heiden, Glen Nakasako
- Fotografía: Sheryl Nields

## Posicionamiento en listas

### Listas semanales
| Lista (2002)                        | Posición más alta |
| ----------------------------------- | ----------------- |
| Australia (ARIA)                    | 40                |
| Austria (Ö3 Austria)                | 4                 |
| Bélgica (Ultratop flamenca)         | 25                |
| Bélgica (Ultratop valona)           | 31                |
| Canadá (Billboard Canadian Albums)  | 2                 |
| Dinamarca (Hitlisten)               | 15                |
| Países Bajos (Album Top 100)        | 50                |
| European Albums Chart               | 5                 |
| Finlandia (Suomen Virallinen Lista) | 25                |
| Francia (SNEP)                      | 16                |
| Alemania (Offizielle Top 100)       | 7                 |
| Italia (FIMI)                       | 37                |
| Japanese Albums (Oricon)            | 9                 |
| Noruega (VG-lista)                  | 11                |
| Escocia (Scottish Albums Chart)     | 1                 |
| Suecia (Sverigetopplistan)          | 12                |
| Suiza (Schweizer Hitparade)         | 4                 |
| Reino Unido (UK Albums Chart)       | 2                 |
| Estados Unidos (Billboard 200)      | 2                 |

### Listas de fin de año
| Lista (2002)                       | Posición más alta |
| ---------------------------------- | ----------------- |
| Austrian Albums (Ö3 Austria)       | 65                |
| German Albums (Offizielle Top 100) | 79                |
| Japanese Albums (Oricon)           | 148               |
| Swiss Albums (Schweizer Hitparade) | 31                |
| UK Albums (OCC)                    | 129               |
| US Billboard 200                   | 35                |

| Lista (2003)     | Posición más alta |
| ---------------- | ----------------- |
| US Billboard 200 | 177               |